# Mosaikgurami
Mosaikgurami, Trichopodus leeri, är en ganska vanlig akvariefisk. 
Liksom andra labyrintfiskar har den ett organ (kallat labyrint) där den kan ta in luft, som den snappar från luften ovanför vattenytan, som den sedan kan utvinna syre ur, som ett komplement till syresättningen genom gälarna.

## Föda
Mosaikguramin är allätare. I akvarium äter den alla standardfoder som erbjuds i handeln, men uppskattar ett vegetabiliskt tillskott. Även levande foder som mygglarver och vattenloppor uppskattas av denna fisk.

## Beteende
Mosaikguramin är en lugn och fredlig fisk som mycket väl lämpar sig som akvariefisk. Den trivs bäst i grupp, i ett akvarium på minst 200 liter. Med en del flytväxter, mycket växter och/eller rätt stort (minst 400 liter) så kan man pröva att hålla enbart en hane och en hona ihop. Hos unga fiskar avgör man  könet lättast genom att kolla på ryggfenan, hos hanen är den något längre. Hanarna blir vanligtvis kraftigare, de blir med tiden mer utfärgade och har oftast större ryggfena. Honorna får en fylligare buk. Mosaikgurami hålls med fördel tillsammans med andra akvariefiskar, olika arter av barber, rasboror eller tetror.

## Luft
Det är viktigt att se till att mosaikguramin (liksom andra labyrintfiskar) har möjlighet att "andas" ovanför vattenytan. Trots att dessa fiskar har gälar så måste de emellanåt snappa luft ovanför vattenytan. Ges inte denna möjlighet så drunknar faktiskt denna fisk, hur motsägelsefullt det än kan tänkas vara. I ett vanligt akvarium är detta inget problem, då man vanligtvis har några centimeter luft mellan vattenytan och täckglaset.

## Fortplantning
Jämfört med andra labyrintfiskar är hanen inte lika aggressiv mot honan efter parningen. Skumboet byggs mellan två flytväxter. Hanen formar luftbubblor han binder samman med saliv och med hjälp av labyrintorganet. Honan har också labyrintorgan, men hanen bygger boet. Parningen sker under boet och äggen flyter upp i boet och fastnar i bubblorna, vilket ger äggen ett visst skydd. Hanen skyltar med en röd färg, speciellt under parningen vilket gör det enklare att välja två lekdjur. Honan i sin tur väljer den hane som uppvisar den kraftigaste utfärgningen.